# Петроле (Кампобасо)
Петроле је насеље у Италији у округу Кампобасо, региону Молизе.
Према процени из 2011. у насељу је живело 146 становника. Насеље се налази на надморској висини од 626 м.